# Poliè el Macedoni
Poliè el Macedoni, en llatí Polyaenus, en grec antic  Πολύαινος, fou un escriptor grec autor d'una obra sobre estratègies de guerra (Στρατηγήματα 'Strategmata') que s'ha conservat en la major part.
Va viure a la meitat del segle ii. Suides l'anomena retòric i el mateix Poliè fa constar que estava acostumat a defensar causes davant l'emperador. Va dedicar la seva obra a Marc Aureli i a Luci Ver, el 163 quan estaven lluitant a la guerra contra els parts, any en què diu que ja era massa vell per acompanyar l'emperador en les seves campanyes.
L'obra està dividida en 8 llibres, dels que els sis primers tenen un relat de les estratègies dels més cèlebres generals grecs, el setè dels generals bàrbars i el vuitè dels generals romans, i algunes dones. El llibre sisè i setè s'han perdut amb 67 estratègies entre ambdós, i de les 900 originals en resten 833. L'obra està escrita en un estil clar i agradable, encara que amb la retòrica pròpia de l'època. Inclou un gran nombre d'anècdotes sobre els personatges més famosos de l'antiguitat, i conserva fets històrics que ens serien desconeguts. Però l'autor és poc crític, i no es coneixen les fonts d'on treia les seves notícies, cosa que el devalua.
Poliè va escriure altres llibres que no es conserven i a Suides s'esmenten els títols de dos: Περὶ Θηβω̂ν i Τακτικὰ βιβλία γ́. Estobeu fa menció de dues obres titulades  Υπὲρ του̂ κοινου̂ των Μακεδόνων i ̔Υπὲρ του̂ Συνεδρίου. Poliè diu també que tenia intenció d'escriure un llibre de fets memorables (Αξιομνημόνευτα) sobre Marc Aureli i Luci Ver.